# Amstel Gold Race 2021
L'Amstel Gold Race 2021 fou la 55a edició de l'Amstel Gold Race. La cursa es va disputar el 18 d'abril de 2021, sobre un recorregut de 218,36 km, entre Valkenburg i Berg en Terblijt. La cursa formava part l'UCI World Tour 2021 i era la primera del tríptic de les Ardenes, abans de la Fletxa Valona i la Lieja-Bastogne-Lieja.
El vencedor final fou Wout Van Aert (Team Jumbo-Visma), que s'imposà en un ajustadíssim esprint a Tom Pidcock (Ineos Grenadiers) i Maximilian Schachmann (Bora-Hansgrohe).

## Equips participants
En ser l'Amstel Gold Race una prova de l'UCI World Tour, els 19 World Tour són automàticament convidats i obligats a prendre-hi part. A banda, sis equips són convidats a prendre-hi part per formar un pilot de 25 equips.
| WorldTeams (19)- AG2R Citroën Team - Astana-Premier Tech - Bahrain Victorious - Bora-Hansgrohe - Cofidis - Deceuninck-Quick Step - EF Education-Nippo - Groupama-FDJ - Ineos Grenadiers - Intermarché-Wanty-Gobert Matériaux - Israel Start-Up Nation - Jumbo-Visma - Lotto Soudal - Movistar Team - Qhubeka Assos - Team BikeExchange - Team DSM - Trek-Segafredo - UAE Team Emirates ProTeams (6)- Alpecin-Fenix - Arkéa-Samsic - Bingoal Pauwels Sauces WB - Gazprom-RusVelo - Sport Vlaanderen-Baloise - Uno-X Pro Cycling Team |
| |

## Recorregut
El recorregut d'aquesta edició es va veure alterat per la pandèmia de COVID-19. Es realitzaren 12 voltes a un circuit tancat de 16,9 quilòmetres en què se superaven tres de les ascensions clàssiques de la cursa, el Geulhemmerberg (500 metres al 4,1 %, màx. 7 %), el Bemelerberg (1.200 metres al 3,6 %, màx. 7 %) i el Cauberg (1.100 metres al 5 %, màx. 12 %), i una tretzena volta de 15,8 quilòmetres en què no es pujava el Cauberg. La distància total era de 218,36 quilòmetres i 38 cotes a pujar.

## Classificació final
| \| Classificació general \| Classificació general \| Classificació general \| Classificació general \| Classificació general \| \| Corredor \| Corredor \| Equip \| Temps \| \| \| --------------------- \| --------------------------- \| --------------------- \| --------------------- \| --------------------- \| \| 1r \| Wout van Aert \| Jumbo-Visma \| 5h 03' 29" \| \| \| 2n \| Thomas Pidcock \| Ineos Grenadiers \| + 0" \| \| \| 3r \| Maximilian Schachmann \| Bora-Hansgrohe \| + 0" \| \| \| 4t \| Michael Matthews \| BikeExchange \| + 3" \| \| \| 5è \| Alejandro Valverde Belmonte \| Movistar Team \| + 3" \| \| \| 6è \| Julian Alaphilippe \| Deceuninck-Quick Step \| + 3" \| \| \| 7è \| Kristian Sbaragli \| Alpecin-Fenix \| + 3" \| \| \| 8è \| Michał Kwiatkowski \| Ineos Grenadiers \| + 3" \| \| \| 9è \| Matej Mohorič \| Bahrain Victorious \| + 3" \| \| \| 10è \| Tosh Van der Sande \| Lotto-Soudal \| + 3" \| \| \| 11è \| Alexander Aranburu Deba \| Astana-Premier Tech \| + 3" \| \| \| 12è \| Matteo Trentin \| UAE Team Emirates \| + 3" \| \| \| 13è \| Michael Valgren Andersen \| EF Education-Nippo \| + 3" \| \| \| 14è \| Patrick Konrad \| Bora-Hansgrohe \| + 3" \| \| \| 15è \| Tiesj Benoot \| Team DSM \| + 3" \| \| |                             |                       |            |
| |                             |                       |            |
| Font: ProCyclingStats |                             |                       |            |
| Classificació general |                             |                       |            |
| Corredor | Corredor                    | Equip                 | Temps      |
| 1r | Wout van Aert               | Jumbo-Visma           | 5h 03' 29" |
| 2n | Thomas Pidcock              | Ineos Grenadiers      | + 0"       |
| 3r | Maximilian Schachmann       | Bora-Hansgrohe        | + 0"       |
| 4t | Michael Matthews            | BikeExchange          | + 3"       |
| 5è | Alejandro Valverde Belmonte | Movistar Team         | + 3"       |
| 6è | Julian Alaphilippe          | Deceuninck-Quick Step | + 3"       |
| 7è | Kristian Sbaragli           | Alpecin-Fenix         | + 3"       |
| 8è | Michał Kwiatkowski          | Ineos Grenadiers      | + 3"       |
| 9è | Matej Mohorič               | Bahrain Victorious    | + 3"       |
| 10è | Tosh Van der Sande          | Lotto-Soudal          | + 3"       |
| 11è | Alexander Aranburu Deba     | Astana-Premier Tech   | + 3"       |
| 12è | Matteo Trentin              | UAE Team Emirates     | + 3"       |
| 13è | Michael Valgren Andersen    | EF Education-Nippo    | + 3"       |
| 14è | Patrick Konrad              | Bora-Hansgrohe        | + 3"       |
| 15è | Tiesj Benoot                | Team DSM              | + 3"       |

## Llista de participants
| Deceuninck-Quick Step DQT | Deceuninck-Quick Step DQT       | Deceuninck-Quick Step DQT |
| ------------------------- | ------------------------------- | ------------------------- |
| Núm                       | Ciclista                        | Pos                       |
| 1                         | Julian Alaphilippe (FRA) (ruta) | 6è                        |
| 2                         | Mattia Cattaneo (ITA)           | 112è                      |
| 3                         | Rémi Cavagna (FRA)              | 70è                       |
| 4                         | Mauri Vansevenant (BEL)         | 67è                       |
| 5                         | Ian Garrison (USA)              | DNF                       |
| 6                         | Florian Sénéchal (FRA)          | 111è                      |
| 7                         | Pieter Serry (BEL)              | 75è                       |

| Jumbo-Visma TJV | Jumbo-Visma TJV            | Jumbo-Visma TJV |
| --------------- | -------------------------- | --------------- |
| Núm             | Ciclista                   | Pos             |
| 11              | Primož Roglič (SLO) (ruta) | 69è             |
| 12              | Sam Oomen (NED)            | 91è             |
| 13              | Wout van Aert (BEL)        | 1r              |
| 14              | Lennard Hofstede (NED)     | DNF             |
| 15              | Paul Martens (GER)         | DNF             |
| 16              | Robert Gesink (NED)        | 93è             |
| 17              | Jonas Vingegaard (DEN)     | 115è            |

| Ineos Grenadiers IGD | Ineos Grenadiers IGD             | Ineos Grenadiers IGD |
| -------------------- | -------------------------------- | -------------------- |
| Núm                  | Ciclista                         | Pos                  |
| 21                   | Michał Kwiatkowski (POL)         | 8è                   |
| 22                   | Dylan van Baarle (NED)           | 62è                  |
| 23                   | Thomas Pidcock (GBR)             | 2n                   |
| 24                   | Richard Carapaz Montenegro (ECU) | 28è                  |
| 25                   | Michał Gołaś (POL)               | 108è                 |
| 26                   | Edward Dunbar (IRL)              | 109è                 |
| 27                   | Luke Rowe (GBR)                  | DNF                  |

| Trek-Segafredo TFS | Trek-Segafredo TFS   | Trek-Segafredo TFS |
| ------------------ | -------------------- | ------------------ |
| Núm                | Ciclista             | Pos                |
| 31                 | Bauke Mollema (NED)  | 64è                |
| 32                 | Jasper Stuyven (BEL) | DNF                |
| 33                 | Nicola Conci (ITA)   | 53è                |
| 34                 | Edward Theuns (BEL)  | 40è                |
| 35                 | Julien Bernard (FRA) | 78è                |
| 36                 | Toms Skujiņš (LAT)   | 86è                |
| 37                 | Alexander Kamp (DEN) | DNF                |

| AG2R Citroën Team ACT | AG2R Citroën Team ACT        | AG2R Citroën Team ACT |
| --------------------- | ---------------------------- | --------------------- |
| Núm                   | Ciclista                     | Pos                   |
| 41                    | Greg Van Avermaet (BEL)      | 26è                   |
| 42                    | Bob Jungels (LUX)            | DNF                   |
| 43                    | Aurélien Paret-Peintre (FRA) | 18è                   |
| 44                    | Michael Schär (SUI)          | 83è                   |
| 45                    | Stan Dewulf (BEL)            | 74è                   |
| 46                    | Dorian Godon (FRA)           | 45è                   |
| 47                    | Clément Venturini (FRA)      | 22è                   |

| Bora-Hansgrohe BOH | Bora-Hansgrohe BOH          | Bora-Hansgrohe BOH |
| ------------------ | --------------------------- | ------------------ |
| Núm                | Ciclista                    | Pos                |
| 51                 | Maximilian Schachmann (GER) | 3r                 |
| 52                 | Wilco Kelderman (NED)       | 37è                |
| 53                 | Ide Schelling (NED)         | 56è                |
| 54                 | Cesare Benedetti (ITA)      | 119è               |
| 55                 | Patrick Gamper (AUT)        | 124è               |
| 56                 | Patrick Konrad (AUT)        | 14è                |
| 57                 | Marcus Burghardt (GER)      | 84è                |

| Qhubeka Assos TQA | Qhubeka Assos TQA          | Qhubeka Assos TQA |
| ----------------- | -------------------------- | ----------------- |
| Núm               | Ciclista                   | Pos               |
| 61                | Simon Clarke (AUS)         | 55è               |
| 62                | Michael Gogl (AUT)         | 51è               |
| 63                | Sander Armée (BEL)         | DNF               |
| 64                | Sean Bennett (USA)         | DNF               |
| 65                | Sergio Henao Montoya (COL) | 30è               |
| 66                | Bert-Jan Lindeman (NED)    | 89è               |
| 67                | Robert Power (AUS)         | 122è              |

| Israel Start-Up Nation ISN | Israel Start-Up Nation ISN | Israel Start-Up Nation ISN |
| -------------------------- | -------------------------- | -------------------------- |
| Núm                        | Ciclista                   | Pos                        |
| 71                         | Michael Woods (CAN)        | 32è                        |
| 72                         | Daryl Impey (RSA)          | 21è                        |
| 73                         | Jenthe Biermans (BEL)      | DNF                        |
| 74                         | Hugo Hofstetter (FRA)      | 110è                       |
| 75                         | Guillaume Boivin (CAN)     | DNF                        |
| 76                         | Krists Neilands (LAT)      | 36è                        |
| 77                         | Reto Hollenstein (SUI)     | DNF                        |

| Groupama-FDJ GFC | Groupama-FDJ GFC        | Groupama-FDJ GFC |
| ---------------- | ----------------------- | ---------------- |
| Núm              | Ciclista                | Pos              |
| 81               | David Gaudu (FRA)       | 34è              |
| 82               | Rudy Molard (FRA)       | 23è              |
| 83               | Fabian Lienhard (SUI)   | DNF              |
| 84               | Mathieu Ladagnous (FRA) | 85è              |
| 85               | Valentin Madouas (FRA)  | 27è              |
| 86               | William Bonnet (FRA)    | DNF              |
| 87               | Romain Seigle (FRA)     | DNF              |

| Lotto-Soudal LTS | Lotto-Soudal LTS         | Lotto-Soudal LTS |
| ---------------- | ------------------------ | ---------------- |
| Núm              | Ciclista                 | Pos              |
| 91               | Tim Wellens (BEL)        | 29è              |
| 92               | Sylvain Moniquet (BEL)   | DNF              |
| 93               | Brent Van Moer (BEL)     | DNF              |
| 94               | Tomasz Marczyński (POL)  | DNF              |
| 95               | Stefano Oldani (ITA)     | 41è              |
| 96               | Tosh Van der Sande (BEL) | 10è              |
| 97               | Sébastien Grignard (BEL) | 105è             |

| Bahrain Victorious TBV | Bahrain Victorious TBV  | Bahrain Victorious TBV |
| ---------------------- | ----------------------- | ---------------------- |
| Núm                    | Ciclista                | Pos                    |
| 101                    | Wout Poels (NED)        | 58è                    |
| 102                    | Sonny Colbrelli (ITA)   | 72è                    |
| 103                    | Heinrich Haussler (AUS) | DNF                    |
| 104                    | Jan Tratnik (SLO)       | 47è                    |
| 105                    | Matej Mohorič (SLO)     | 9è                     |
| 106                    | Stephen Williams (GBR)  | 117è                   |
| 107                    | Dylan Teuns (BEL)       | 33è                    |

| BikeExchange BEX | BikeExchange BEX              | BikeExchange BEX |
| ---------------- | ----------------------------- | ---------------- |
| Núm              | Ciclista                      | Pos              |
| 111              | Michael Matthews (AUS)        | 4t               |
| 112              | Christopher Juul-Jensen (DEN) | 121è             |
| 113              | Esteban Chaves Rubio (COL)    | 65è              |
| 114              | Luka Mezgec (SLO)             | 97è              |
| 115              | Jack Bauer (NZL)              | 82è              |
| 116              | Dion Smith (NZL)              | 49è              |
| 117              | Robert Stannard (AUS)         | 92è              |

| EF Education-Nippo EFN | EF Education-Nippo EFN             | EF Education-Nippo EFN |
| ---------------------- | ---------------------------------- | ---------------------- |
| Núm                    | Ciclista                           | Pos                    |
| 121                    | Michael Valgren Andersen (DEN)     | 13è                    |
| 122                    | Lawson Craddock (USA)              | DNF                    |
| 123                    | Sergio Higuita García (COL) (ruta) | 24è                    |
| 124                    | Magnus Cort Nielsen (DEN)          | 39è                    |
| 125                    | Alex Howes (USA) (ruta)            | 87è                    |
| 126                    | Simon Carr (GBR)                   | 59è                    |
| 127                    | Daniel Arroyave Cañas (COL)        | DNF                    |

| Intermarché-Wanty-Gobert Matériaux IWG | Intermarché-Wanty-Gobert Matériaux IWG | Intermarché-Wanty-Gobert Matériaux IWG |
| -------------------------------------- | -------------------------------------- | -------------------------------------- |
| Núm                                    | Ciclista                               | Pos                                    |
| 131                                    | Jan Bakelants (BEL)                    | 63è                                    |
| 132                                    | Aimé De Gendt (BEL)                    | DNF                                    |
| 133                                    | Quinten Hermans (BEL)                  | 20è                                    |
| 134                                    | Maurits Lammertink (NED)               | 114è                                   |
| 135                                    | Lorenzo Rota (ITA)                     | 44è                                    |
| 136                                    | Kévin Van Melsen (BEL)                 | DNF                                    |
| 137                                    | Loïc Vliegen (BEL)                     | 104è                                   |

| Astana-Premier Tech APT | Astana-Premier Tech APT       | Astana-Premier Tech APT |
| ----------------------- | ----------------------------- | ----------------------- |
| Núm                     | Ciclista                      | Pos                     |
| 141                     | Jakob Fuglsang (DEN)          | 11è                     |
| 142                     | Aleksei Lutsenko (KAZ) (ruta) | 31è                     |
| 143                     | Alexander Aranburu Deba (ESP) | 11è                     |
| 144                     | Omar Fraile Matarranz (ESP)   | 57è                     |
| 145                     | Hugo Houle (CAN)              | DNF                     |
| 146                     | Samuele Battistella (ITA)     | DNF                     |
| 147                     | Stefan de Bod (RSA)           | DNF                     |

| Cofidis COF | Cofidis COF                   | Cofidis COF |
| ----------- | ----------------------------- | ----------- |
| Núm         | Ciclista                      | Pos         |
| 151         | Fernando Barceló Aragón (ESP) | 43è         |
| 152         | Nicolas Edet (FRA)            | DNF         |
| 153         | Rubén Fernández Andújar (ESP) | DNF         |
| 154         | Simon Geschke (GER)           | 42è         |
| 155         | Emmanuel Morin (FRA)          | DNF         |
| 156         | Guillaume Martin (FRA)        | 16è         |
| 157         | Anthony Perez (FRA)           | 61è         |

| Movistar Team MOV | Movistar Team MOV                 | Movistar Team MOV |
| ----------------- | --------------------------------- | ----------------- |
| Núm               | Ciclista                          | Pos               |
| 161               | Alejandro Valverde Belmonte (ESP) | 5è                |
| 162               | Jorge Arcas (ESP)                 | DNF               |
| 163               | Johan Jacobs (SUI)                | DNF               |
| 164               | Lluís Mas Bonet (ESP)             | DNF               |
| 165               | Iván García Cortina (ESP)         | DNF               |
| 166               | Gonzalo Serrano Rodríguez (ESP)   | 95è               |
| 167               | Carlos Verona Quintanilla (ESP)   | 60è               |

| Team DSM DSM | Team DSM DSM               | Team DSM DSM |
| ------------ | -------------------------- | ------------ |
| Núm          | Ciclista                   | Pos          |
| 171          | Tiesj Benoot (BEL)         | 15è          |
| 172          | Chad Haga (USA)            | DNF          |
| 173          | Nico Denz (GER)            | DNF          |
| 174          | Mark Donovan (GBR)         | 116è         |
| 175          | Søren Kragh Andersen (DEN) | DNF          |
| 176          | Martijn Tusveld (NED)      | 94è          |
| 177          | Kevin Vermaerke (USA)      | 73è          |

| UAE Team Emirates UAD | UAE Team Emirates UAD                   | UAE Team Emirates UAD |
| --------------------- | --------------------------------------- | --------------------- |
| Núm                   | Ciclista                                | Pos                   |
| 181                   | Matteo Trentin (ITA)                    | 12è                   |
| 182                   | Rui Alberto Faria da Costa (POR) (ruta) | 54è                   |
| 183                   | Marc Hirschi (SUI)                      | 35è                   |
| 184                   | Ivo Oliveira (POR)                      | DNF                   |
| 185                   | Ryan Gibbons (RSA)                      | 71è                   |
| 186                   | Jan Polanc (SLO)                        | 52è                   |
| 187                   | Mikkel Bjerg (DEN)                      | 79è                   |

| Alpecin-Fenix AFC | Alpecin-Fenix AFC       | Alpecin-Fenix AFC |
| ----------------- | ----------------------- | ----------------- |
| Núm               | Ciclista                | Pos               |
| 191               | Oscar Riesebeek (NED)   | 99è               |
| 192               | Floris De Tier (BEL)    | 48è               |
| 193               | Xandro Meurisse (BEL)   | 101è              |
| 194               | Philipp Walsleben (GER) | DNF               |
| 195               | Kristian Sbaragli (ITA) | 7è                |
| 196               | Ben Tulett (GBR)        | 17è               |
| 197               | Jimmy Janssens (BEL)    | 66è               |

| Arkéa-Samsic ARK | Arkéa-Samsic ARK        | Arkéa-Samsic ARK |
| ---------------- | ----------------------- | ---------------- |
| Núm              | Ciclista                | Pos              |
| 201              | Warren Barguil (FRA)    | 25è              |
| 202              | Benjamin Declercq (BEL) | DNF              |
| 203              | Łukasz Owsian (POL)     | 107è             |
| 204              | Amaury Capiot (BEL)     | DNF              |
| 205              | Christophe Noppe (BEL)  | DNF              |
| 206              | Laurent Pichon (FRA)    | 76è              |
| 207              | Connor Swift (GBR)      | 103è             |

| Sport Vlaanderen-Baloise SVB | Sport Vlaanderen-Baloise SVB | Sport Vlaanderen-Baloise SVB |
| ---------------------------- | ---------------------------- | ---------------------------- |
| Núm                          | Ciclista                     | Pos                          |
| 211                          | Ruben Apers (BEL)            | 80è                          |
| 212                          | Rune Herregodts (BEL)        | 118è                         |
| 213                          | Julian Mertens (BEL)         | DNF                          |
| 214                          | Thomas Sprengers (BEL)       | 96è                          |
| 215                          | Aaron Van Poucke (BEL)       | 100è                         |
| 216                          | Aaron Verwilst (BEL)         | DNF                          |
| 217                          | Jordi Warlop (BEL)           | 98è                          |

| Bingoal Pauwels Sauces WB BWB | Bingoal Pauwels Sauces WB BWB | Bingoal Pauwels Sauces WB BWB |
| ----------------------------- | ----------------------------- | ----------------------------- |
| Núm                           | Ciclista                      | Pos                           |
| 221                           | Boris Vallée (BEL)            | DNF                           |
| 222                           | Arjen Livyns (BEL)            | DNF                           |
| 223                           | Milan Menten (BEL)            | DNF                           |
| 224                           | Kenny Molly (BEL)             | 113è                          |
| 225                           | Luc Wirtgen (LUX)             | 46è                           |
| 226                           | Ludovic Robeet (BEL)          | DNF                           |
| 227                           | Tom Wirtgen (LUX)             | 106è                          |

| Gazprom-RusVelo GAZ | Gazprom-RusVelo GAZ      | Gazprom-RusVelo GAZ |
| ------------------- | ------------------------ | ------------------- |
| Núm                 | Ciclista                 | Pos                 |
| 231                 | Roman Kreuziger (CZE)    | 81è                 |
| 232                 | Serguei Txernetski (RUS) | 90è                 |
| 233                 | Marco Canola (ITA)       | DNF                 |
| 234                 | Dmitri Strakhov (RUS)    | 50è                 |
| 235                 | Ivan Rovni (RUS)         | 125è                |
| 236                 | Piotr Rikunov (RUS)      | DNF                 |
| 237                 | Simone Velasco (ITA)     | 123è                |

| Uno-X Pro Cycling Team UXT | Uno-X Pro Cycling Team UXT    | Uno-X Pro Cycling Team UXT |
| -------------------------- | ----------------------------- | -------------------------- |
| Núm                        | Ciclista                      | Pos                        |
| 241                        | Jonas Abrahamsen (NOR)        | 68è                        |
| 242                        | Iver Skaarseth (NOR)          | DNF                        |
| 243                        | Markus Hoelgaard (NOR)        | 19è                        |
| 244                        | Jonas Iversby Hvideberg (NOR) | 88è                        |
| 245                        | Anders Skaarseth (NOR)        | 77è                        |
| 246                        | Martin Bugge Urianstad (NOR)  | 120è                       |
| 247                        | Syver Wærsted (NOR)           | 102è                       |

| Deceuninck-Quick Step DQT | Deceuninck-Quick Step DQT       | Deceuninck-Quick Step DQT |
| ------------------------- | ------------------------------- | ------------------------- |
| Núm                       | Ciclista                        | Pos                       |
| 1                         | Julian Alaphilippe (FRA) (ruta) | 6è                        |
| 2                         | Mattia Cattaneo (ITA)           | 112è                      |
| 3                         | Rémi Cavagna (FRA)              | 70è                       |
| 4                         | Mauri Vansevenant (BEL)         | 67è                       |
| 5                         | Ian Garrison (USA)              | DNF                       |
| 6                         | Florian Sénéchal (FRA)          | 111è                      |
| 7                         | Pieter Serry (BEL)              | 75è                       |

| Jumbo-Visma TJV | Jumbo-Visma TJV            | Jumbo-Visma TJV |
| --------------- | -------------------------- | --------------- |
| Núm             | Ciclista                   | Pos             |
| 11              | Primož Roglič (SLO) (ruta) | 69è             |
| 12              | Sam Oomen (NED)            | 91è             |
| 13              | Wout van Aert (BEL)        | 1r              |
| 14              | Lennard Hofstede (NED)     | DNF             |
| 15              | Paul Martens (GER)         | DNF             |
| 16              | Robert Gesink (NED)        | 93è             |
| 17              | Jonas Vingegaard (DEN)     | 115è            |

| Ineos Grenadiers IGD | Ineos Grenadiers IGD             | Ineos Grenadiers IGD |
| -------------------- | -------------------------------- | -------------------- |
| Núm                  | Ciclista                         | Pos                  |
| 21                   | Michał Kwiatkowski (POL)         | 8è                   |
| 22                   | Dylan van Baarle (NED)           | 62è                  |
| 23                   | Thomas Pidcock (GBR)             | 2n                   |
| 24                   | Richard Carapaz Montenegro (ECU) | 28è                  |
| 25                   | Michał Gołaś (POL)               | 108è                 |
| 26                   | Edward Dunbar (IRL)              | 109è                 |
| 27                   | Luke Rowe (GBR)                  | DNF                  |

| Trek-Segafredo TFS | Trek-Segafredo TFS   | Trek-Segafredo TFS |
| ------------------ | -------------------- | ------------------ |
| Núm                | Ciclista             | Pos                |
| 31                 | Bauke Mollema (NED)  | 64è                |
| 32                 | Jasper Stuyven (BEL) | DNF                |
| 33                 | Nicola Conci (ITA)   | 53è                |
| 34                 | Edward Theuns (BEL)  | 40è                |
| 35                 | Julien Bernard (FRA) | 78è                |
| 36                 | Toms Skujiņš (LAT)   | 86è                |
| 37                 | Alexander Kamp (DEN) | DNF                |

| AG2R Citroën Team ACT | AG2R Citroën Team ACT        | AG2R Citroën Team ACT |
| --------------------- | ---------------------------- | --------------------- |
| Núm                   | Ciclista                     | Pos                   |
| 41                    | Greg Van Avermaet (BEL)      | 26è                   |
| 42                    | Bob Jungels (LUX)            | DNF                   |
| 43                    | Aurélien Paret-Peintre (FRA) | 18è                   |
| 44                    | Michael Schär (SUI)          | 83è                   |
| 45                    | Stan Dewulf (BEL)            | 74è                   |
| 46                    | Dorian Godon (FRA)           | 45è                   |
| 47                    | Clément Venturini (FRA)      | 22è                   |

| Bora-Hansgrohe BOH | Bora-Hansgrohe BOH          | Bora-Hansgrohe BOH |
| ------------------ | --------------------------- | ------------------ |
| Núm                | Ciclista                    | Pos                |
| 51                 | Maximilian Schachmann (GER) | 3r                 |
| 52                 | Wilco Kelderman (NED)       | 37è                |
| 53                 | Ide Schelling (NED)         | 56è                |
| 54                 | Cesare Benedetti (ITA)      | 119è               |
| 55                 | Patrick Gamper (AUT)        | 124è               |
| 56                 | Patrick Konrad (AUT)        | 14è                |
| 57                 | Marcus Burghardt (GER)      | 84è                |

| Qhubeka Assos TQA | Qhubeka Assos TQA          | Qhubeka Assos TQA |
| ----------------- | -------------------------- | ----------------- |
| Núm               | Ciclista                   | Pos               |
| 61                | Simon Clarke (AUS)         | 55è               |
| 62                | Michael Gogl (AUT)         | 51è               |
| 63                | Sander Armée (BEL)         | DNF               |
| 64                | Sean Bennett (USA)         | DNF               |
| 65                | Sergio Henao Montoya (COL) | 30è               |
| 66                | Bert-Jan Lindeman (NED)    | 89è               |
| 67                | Robert Power (AUS)         | 122è              |

| Israel Start-Up Nation ISN | Israel Start-Up Nation ISN | Israel Start-Up Nation ISN |
| -------------------------- | -------------------------- | -------------------------- |
| Núm                        | Ciclista                   | Pos                        |
| 71                         | Michael Woods (CAN)        | 32è                        |
| 72                         | Daryl Impey (RSA)          | 21è                        |
| 73                         | Jenthe Biermans (BEL)      | DNF                        |
| 74                         | Hugo Hofstetter (FRA)      | 110è                       |
| 75                         | Guillaume Boivin (CAN)     | DNF                        |
| 76                         | Krists Neilands (LAT)      | 36è                        |
| 77                         | Reto Hollenstein (SUI)     | DNF                        |

| Groupama-FDJ GFC | Groupama-FDJ GFC        | Groupama-FDJ GFC |
| ---------------- | ----------------------- | ---------------- |
| Núm              | Ciclista                | Pos              |
| 81               | David Gaudu (FRA)       | 34è              |
| 82               | Rudy Molard (FRA)       | 23è              |
| 83               | Fabian Lienhard (SUI)   | DNF              |
| 84               | Mathieu Ladagnous (FRA) | 85è              |
| 85               | Valentin Madouas (FRA)  | 27è              |
| 86               | William Bonnet (FRA)    | DNF              |
| 87               | Romain Seigle (FRA)     | DNF              |

| Lotto-Soudal LTS | Lotto-Soudal LTS         | Lotto-Soudal LTS |
| ---------------- | ------------------------ | ---------------- |
| Núm              | Ciclista                 | Pos              |
| 91               | Tim Wellens (BEL)        | 29è              |
| 92               | Sylvain Moniquet (BEL)   | DNF              |
| 93               | Brent Van Moer (BEL)     | DNF              |
| 94               | Tomasz Marczyński (POL)  | DNF              |
| 95               | Stefano Oldani (ITA)     | 41è              |
| 96               | Tosh Van der Sande (BEL) | 10è              |
| 97               | Sébastien Grignard (BEL) | 105è             |

| Bahrain Victorious TBV | Bahrain Victorious TBV  | Bahrain Victorious TBV |
| ---------------------- | ----------------------- | ---------------------- |
| Núm                    | Ciclista                | Pos                    |
| 101                    | Wout Poels (NED)        | 58è                    |
| 102                    | Sonny Colbrelli (ITA)   | 72è                    |
| 103                    | Heinrich Haussler (AUS) | DNF                    |
| 104                    | Jan Tratnik (SLO)       | 47è                    |
| 105                    | Matej Mohorič (SLO)     | 9è                     |
| 106                    | Stephen Williams (GBR)  | 117è                   |
| 107                    | Dylan Teuns (BEL)       | 33è                    |

| BikeExchange BEX | BikeExchange BEX              | BikeExchange BEX |
| ---------------- | ----------------------------- | ---------------- |
| Núm              | Ciclista                      | Pos              |
| 111              | Michael Matthews (AUS)        | 4t               |
| 112              | Christopher Juul-Jensen (DEN) | 121è             |
| 113              | Esteban Chaves Rubio (COL)    | 65è              |
| 114              | Luka Mezgec (SLO)             | 97è              |
| 115              | Jack Bauer (NZL)              | 82è              |
| 116              | Dion Smith (NZL)              | 49è              |
| 117              | Robert Stannard (AUS)         | 92è              |

| EF Education-Nippo EFN | EF Education-Nippo EFN             | EF Education-Nippo EFN |
| ---------------------- | ---------------------------------- | ---------------------- |
| Núm                    | Ciclista                           | Pos                    |
| 121                    | Michael Valgren Andersen (DEN)     | 13è                    |
| 122                    | Lawson Craddock (USA)              | DNF                    |
| 123                    | Sergio Higuita García (COL) (ruta) | 24è                    |
| 124                    | Magnus Cort Nielsen (DEN)          | 39è                    |
| 125                    | Alex Howes (USA) (ruta)            | 87è                    |
| 126                    | Simon Carr (GBR)                   | 59è                    |
| 127                    | Daniel Arroyave Cañas (COL)        | DNF                    |

| Intermarché-Wanty-Gobert Matériaux IWG | Intermarché-Wanty-Gobert Matériaux IWG | Intermarché-Wanty-Gobert Matériaux IWG |
| -------------------------------------- | -------------------------------------- | -------------------------------------- |
| Núm                                    | Ciclista                               | Pos                                    |
| 131                                    | Jan Bakelants (BEL)                    | 63è                                    |
| 132                                    | Aimé De Gendt (BEL)                    | DNF                                    |
| 133                                    | Quinten Hermans (BEL)                  | 20è                                    |
| 134                                    | Maurits Lammertink (NED)               | 114è                                   |
| 135                                    | Lorenzo Rota (ITA)                     | 44è                                    |
| 136                                    | Kévin Van Melsen (BEL)                 | DNF                                    |
| 137                                    | Loïc Vliegen (BEL)                     | 104è                                   |

| Astana-Premier Tech APT | Astana-Premier Tech APT       | Astana-Premier Tech APT |
| ----------------------- | ----------------------------- | ----------------------- |
| Núm                     | Ciclista                      | Pos                     |
| 141                     | Jakob Fuglsang (DEN)          | 11è                     |
| 142                     | Aleksei Lutsenko (KAZ) (ruta) | 31è                     |
| 143                     | Alexander Aranburu Deba (ESP) | 11è                     |
| 144                     | Omar Fraile Matarranz (ESP)   | 57è                     |
| 145                     | Hugo Houle (CAN)              | DNF                     |
| 146                     | Samuele Battistella (ITA)     | DNF                     |
| 147                     | Stefan de Bod (RSA)           | DNF                     |

| Cofidis COF | Cofidis COF                   | Cofidis COF |
| ----------- | ----------------------------- | ----------- |
| Núm         | Ciclista                      | Pos         |
| 151         | Fernando Barceló Aragón (ESP) | 43è         |
| 152         | Nicolas Edet (FRA)            | DNF         |
| 153         | Rubén Fernández Andújar (ESP) | DNF         |
| 154         | Simon Geschke (GER)           | 42è         |
| 155         | Emmanuel Morin (FRA)          | DNF         |
| 156         | Guillaume Martin (FRA)        | 16è         |
| 157         | Anthony Perez (FRA)           | 61è         |

| Movistar Team MOV | Movistar Team MOV                 | Movistar Team MOV |
| ----------------- | --------------------------------- | ----------------- |
| Núm               | Ciclista                          | Pos               |
| 161               | Alejandro Valverde Belmonte (ESP) | 5è                |
| 162               | Jorge Arcas (ESP)                 | DNF               |
| 163               | Johan Jacobs (SUI)                | DNF               |
| 164               | Lluís Mas Bonet (ESP)             | DNF               |
| 165               | Iván García Cortina (ESP)         | DNF               |
| 166               | Gonzalo Serrano Rodríguez (ESP)   | 95è               |
| 167               | Carlos Verona Quintanilla (ESP)   | 60è               |

| Team DSM DSM | Team DSM DSM               | Team DSM DSM |
| ------------ | -------------------------- | ------------ |
| Núm          | Ciclista                   | Pos          |
| 171          | Tiesj Benoot (BEL)         | 15è          |
| 172          | Chad Haga (USA)            | DNF          |
| 173          | Nico Denz (GER)            | DNF          |
| 174          | Mark Donovan (GBR)         | 116è         |
| 175          | Søren Kragh Andersen (DEN) | DNF          |
| 176          | Martijn Tusveld (NED)      | 94è          |
| 177          | Kevin Vermaerke (USA)      | 73è          |

| UAE Team Emirates UAD | UAE Team Emirates UAD                   | UAE Team Emirates UAD |
| --------------------- | --------------------------------------- | --------------------- |
| Núm                   | Ciclista                                | Pos                   |
| 181                   | Matteo Trentin (ITA)                    | 12è                   |
| 182                   | Rui Alberto Faria da Costa (POR) (ruta) | 54è                   |
| 183                   | Marc Hirschi (SUI)                      | 35è                   |
| 184                   | Ivo Oliveira (POR)                      | DNF                   |
| 185                   | Ryan Gibbons (RSA)                      | 71è                   |
| 186                   | Jan Polanc (SLO)                        | 52è                   |
| 187                   | Mikkel Bjerg (DEN)                      | 79è                   |

| Alpecin-Fenix AFC | Alpecin-Fenix AFC       | Alpecin-Fenix AFC |
| ----------------- | ----------------------- | ----------------- |
| Núm               | Ciclista                | Pos               |
| 191               | Oscar Riesebeek (NED)   | 99è               |
| 192               | Floris De Tier (BEL)    | 48è               |
| 193               | Xandro Meurisse (BEL)   | 101è              |
| 194               | Philipp Walsleben (GER) | DNF               |
| 195               | Kristian Sbaragli (ITA) | 7è                |
| 196               | Ben Tulett (GBR)        | 17è               |
| 197               | Jimmy Janssens (BEL)    | 66è               |

| Arkéa-Samsic ARK | Arkéa-Samsic ARK        | Arkéa-Samsic ARK |
| ---------------- | ----------------------- | ---------------- |
| Núm              | Ciclista                | Pos              |
| 201              | Warren Barguil (FRA)    | 25è              |
| 202              | Benjamin Declercq (BEL) | DNF              |
| 203              | Łukasz Owsian (POL)     | 107è             |
| 204              | Amaury Capiot (BEL)     | DNF              |
| 205              | Christophe Noppe (BEL)  | DNF              |
| 206              | Laurent Pichon (FRA)    | 76è              |
| 207              | Connor Swift (GBR)      | 103è             |

| Sport Vlaanderen-Baloise SVB | Sport Vlaanderen-Baloise SVB | Sport Vlaanderen-Baloise SVB |
| ---------------------------- | ---------------------------- | ---------------------------- |
| Núm                          | Ciclista                     | Pos                          |
| 211                          | Ruben Apers (BEL)            | 80è                          |
| 212                          | Rune Herregodts (BEL)        | 118è                         |
| 213                          | Julian Mertens (BEL)         | DNF                          |
| 214                          | Thomas Sprengers (BEL)       | 96è                          |
| 215                          | Aaron Van Poucke (BEL)       | 100è                         |
| 216                          | Aaron Verwilst (BEL)         | DNF                          |
| 217                          | Jordi Warlop (BEL)           | 98è                          |

| Bingoal Pauwels Sauces WB BWB | Bingoal Pauwels Sauces WB BWB | Bingoal Pauwels Sauces WB BWB |
| ----------------------------- | ----------------------------- | ----------------------------- |
| Núm                           | Ciclista                      | Pos                           |
| 221                           | Boris Vallée (BEL)            | DNF                           |
| 222                           | Arjen Livyns (BEL)            | DNF                           |
| 223                           | Milan Menten (BEL)            | DNF                           |
| 224                           | Kenny Molly (BEL)             | 113è                          |
| 225                           | Luc Wirtgen (LUX)             | 46è                           |
| 226                           | Ludovic Robeet (BEL)          | DNF                           |
| 227                           | Tom Wirtgen (LUX)             | 106è                          |

| Gazprom-RusVelo GAZ | Gazprom-RusVelo GAZ      | Gazprom-RusVelo GAZ |
| ------------------- | ------------------------ | ------------------- |
| Núm                 | Ciclista                 | Pos                 |
| 231                 | Roman Kreuziger (CZE)    | 81è                 |
| 232                 | Serguei Txernetski (RUS) | 90è                 |
| 233                 | Marco Canola (ITA)       | DNF                 |
| 234                 | Dmitri Strakhov (RUS)    | 50è                 |
| 235                 | Ivan Rovni (RUS)         | 125è                |
| 236                 | Piotr Rikunov (RUS)      | DNF                 |
| 237                 | Simone Velasco (ITA)     | 123è                |

| Uno-X Pro Cycling Team UXT | Uno-X Pro Cycling Team UXT    | Uno-X Pro Cycling Team UXT |
| -------------------------- | ----------------------------- | -------------------------- |
| Núm                        | Ciclista                      | Pos                        |
| 241                        | Jonas Abrahamsen (NOR)        | 68è                        |
| 242                        | Iver Skaarseth (NOR)          | DNF                        |
| 243                        | Markus Hoelgaard (NOR)        | 19è                        |
| 244                        | Jonas Iversby Hvideberg (NOR) | 88è                        |
| 245                        | Anders Skaarseth (NOR)        | 77è                        |
| 246                        | Martin Bugge Urianstad (NOR)  | 120è                       |
| 247                        | Syver Wærsted (NOR)           | 102è                       |